# Naja annulifera
Naja annulifera eller trynkobra är en ormart som beskrevs av Peters 1854. Naja annulifera ingår i släktet Naja och familjen giftsnokar. Inga underarter finns listade i Catalogue of Life.
Denna orm förekommer i sydöstra Afrika från Zambia och Malawi till norra Sydafrika och Swaziland.